# 22-й моторизованный корпус (вермахт)
22-й моторизованный корпус (нем. XXII. Armeekorps (mot.)), сформирован 26 августа 1939 года.
С 5 марта 1940 года — именовался как танковая группа «фон Клейст» (Panzergruppe von Kleist).
12 июля 1940 года переименован в Главное командование 22-го армейского моторизованного корпуса (Generalkommando XXII. Armeekorps (motorisiert)).
16 ноября 1940 года — переформирован в 1-ю танковую группу.

## Боевой путь корпуса
В сентябре-октябре 1939 года — участие в Польской кампании.
В мае-июне 1940 года — участие во Французской кампании.

## Состав корпуса
На 2 ноября 1939:
- 30-я пехотная дивизия
- 56-я пехотная дивизия
- 254-я пехотная дивизия

На 15 мая 1940:
- 14-й моторизованный корпус
- 19-й моторизованный корпус
- 41-й моторизованный корпус

На 8 июня 1940:
- 14-й моторизованный корпус
- 16-й моторизованный корпус

## Командующий корпусом
- генерал кавалерии (генерал-полковник с 19 июля 1940) Эвальд фон Клейст (26 августа 1939 – 16 ноября 1940)

## Начальник штаба корпуса
- полковник Курт Цейтцлер (26 августа 1939 – 16 ноября 1940)